# HDMS Sehested (1978)
HDMS Sehested (P547) was een snelle aanvalsboot van de Koninklijke Deense marine en behoorde tot de Willemoesklasse. Het schip was van 1978 tot 2000 in dienst. Het is verbouwd tot museumschip en ligt aan de kade bij Holmen in Kopenhagen. Het schip is vernoemd naar de Deense admiraal Christen Thomesen Sehested (1664-1736).

## Geschiedenis
De Willemoesklasse was een Deens ontwerp. De Sehested was het achtste exemplaar uit een serie van tien. Het schip is gebouwd op een scheepswerf in  Frederikshavn.
De kiel van het 46 meter lange schip werd op 22 december 1976 gelegd. Op 5 mei 1977 werd ze tewatergelaten en op 19 mei 1978 kwam ze in dienst bij de Koninklijke Deense marine. Ze was bewapend met een 76mm-snelvuurkanon op het voordek, geflankeerd door twee 533mm-torpedobuizen. Zes 103mm raketwerpers werden op de bovenbouw gemonteerd en verder waren er acht Harpoon antischeepsraketten aan het achterschip. Het schip had ook plaats voor maximaal zestien zeemijnen. Tot slot had het aan boord twee Stinger grondluchtraketten en tweemaal zes Seagnat werpers om inkomende raketten te verstoren. 
Het schip werd aangedreven door drie Rolls-Royce Proteus gasturbines, een voor elke schroef. Er waren twee General Motors 8V71-dieselmotoren die alleen de twee buitenste schroeven aandreven.
In 1999 behaalde Sehested een topsnelheid van 42,5 knopen, de hoogste geregistreerde en gedocumenteerde snelheid ooit behaald voor een schip van de Willemoesklasse.
In 2000 werd besloten de Willemoesklasse geleidelijk buiten dienst te stellen en Sehested werd vanaf 31 december 2000 niet meer ingezet. Ze werd overgedragen aan het maritiemmuseum en ligt aan de kade op de historische marinebasis Holmen in Kopenhagen.